# José Frau
José María Isidro Frau y Ruiz (Vigo, 15 de mayo de 1898-Madrid, 24 de marzo de 1976) fue un pintor y académico español. Integrado en el grupo de la Escuela de Pintores del Paular, destaca su obra como paisajista.

## Biografía
De madre andaluza y padre mallorquín (carabinero destinado en Vigo), abandonó Galicia a los tres años de edad, residiendo durante su infancia y juventud en diversas localidades de la península ibérica.
Su formación inicial pictórica se localiza en Huelva de la mano de Antonio de la Torre y Eugenio Hermoso Huelva. En 1916 ingresó en la Academia de Bellas Artes de San Fernando, coincidiendo con otros futuros pintores destacables como Timoteo Pérez Rubio, Gregorio Prieto y Joaquín Valverde, paisajistas alumnos de Antonio Muñoz Degrain.  Desde 1917 participó en las Exposiciones Nacionales de Madrid, donde su paisaje sepulvedano "Tierras de leyenda" merecería una tercera medalla en 1924; volverá a ser galardonado en 1932 por La orilla del río, y en 1943, por su Naturaleza, primera medalla en la especialidad de paisaje. Su primera exposición individual, en las Galerías Layetanas de Barcelona, ocurrió en 1918, año en el que fue becado para la Escuela de Pintores del Paular.
En 1925 participó en la exposición de la Sociedad de Artistas Ibéricos, y un año después en la Exposición de Artistas Galegos en Santiago de Compostela. En 1929 se casó con Margarita González Giraud, artista pintora y paisajista, conocida como Margarita de Frau, con la que compartió numerosas exposiciones en España y Estados Unidos. En 1933 y 1935 participaría en las exposiciones del Instituto Carnegie de Pittsburg. Volvió a estar presente en la muestra de la Sociedad de Artistas Ibéricos de París en 1936. Viajó por Sudamérica en 1947, donde llegó a exponer en Buenos Aires y Montevideo. Finalmente se instaló en México en 1950, y expuso en el Ateneo de la capital azteca. Se relacionó con pintores exiliados españoles como Arturo Souto, así como con los muralistas Sequeiros, Orozco, Ribera y Tamayo. En 1952 participa en las muestras de la galería Sudamericana de Nueva York.
Tras una exposición monográfica en el Museo de Arte Moderno de Madrid en 1962, germina la idea de su regreso a España, que ocurre en 1966, fijando su residencia en Olmeda de las Fuentes, engrosando el círculo de pintores de dicha localidad, y donde también se le dedicaría una calle tras su muerte.
En 1974 su ciudad natal le dedicó una retrospectiva, y posteriormente una calle.

## Obra
Se le ha asociado en algunos círculos al desarrollo del “realismo mágico” en España siguiendo las propuestas estéticas de Daniel Vázquez Díaz de renovación de la pintura española en el primer tercio del siglo XX.
Su obra se guarda en diversas instituciones: Museo Municipal Quiñones de León, Colección Afundación, Museo Provincial de Pontevedra, Museo de Bellas Artes de La Coruña, Museo Gallego de Arte Contemporánea Carlos Maside y en el Museo Nacional Centro de Arte Reina Sofía.